# Cemitério Tristeza
O Cemitério Tristeza é um cemitério localizado na cidade brasileira de Porto Alegre.
Antigamente chamado "Cemitério da Cavalhada", o Tristeza é um dos três cemitérios municipais de Porto Alegre e possui cerca de 600 jazigos, a maioria perpetuados, e realiza sepultamentos apenas para famílias que possuam jazigos construídos.
Está situado na rua Liberal, n.° 19, no bairro Tristeza. 